# Liga Awami
Liga Awami — ugrupowanie polityczne istniejące w Pakistanie Wschodnim, obecnie Bangladeszu.

## Charakterystyka
Partia formalnie powstała w 1952 jako Islamska Liga Jinach Awami (nieoficjalnie istniała już wcześniej). Jej założycielem był Huseyn Shaheed Suhrawardy. Rozrost formacji nastąpił w latach 60., kiedy kierował nią Sheikh Mujibur Rahman. W sierpniu 1975 partia została rozwiązana (podobnie jak inne ugrupowania polityczne). W późniejszym czasie odrodziła się jako największe opozycyjne stronnictwo polityczne.